# Dominique Ducret
Dominique Ducret (* 25. Februar 1943, heimatberechtigt in Plan-les-Ouates) ist ein Schweizer Politiker (CVP).
Ducret war zuerst als Grossrat im Kanton Genf tätig und wurde dann zum 30. November 1987 in den Nationalrat gewählt. Zum 3. Dezember 1995 schied er aus der grossen Kammer aus.